# هجرة حبر (بني العوام)

تعديل مصدري - تعديل

هجرة حبر هي إحدى قرى عزلة ردمان بمديرية بني العوام التابعة لمحافظة حجة، بلغ تعداد سكانها 481 نسمة حسب تعداد اليمن لعام 2004.